# Jean-Luc Mélenchon
Jean-Luc Mélenchon, född 19 augusti 1951 i Tanger, Marocko, är en fransk politiker. Mélenchon var medlem i Parti Socialiste (PS) från 1976 till 2008. Han lämnade PS 2008 och grundade tillsammans med Marc Dolez 2009 det ekosocialistiska ”Parti de Gauche” (PG) som han var med och styrde fram till 2014. Mellan 2009 och 2017 var han europaparlamentariker. Sedan 2017 har han varit ledamot av Frankrikes nationalförsamling.
Inför det franska presidentvalet 2012 var han kandidat för koalitionen Vänsterfronten (”Front de Gauche”). Koalitionen innefattade PG, det franska kommunistiska partiet PCF, och Gauche Unitaire (GU). Han slutade på fjärde plats efter första valomgången med 11,1% av rösterna.
Mélenchon ställde återigen upp som kandidat i presidentvalet 2017. Inför presidentvalet 2017 var han inte bunden till ett politiskt parti men hade stöd av folkrörelsen France insoumise (”Okuvade Frankrike”). France insoumise grundades i februari 2016.
Mélenchon fick 19,6% av rösterna i den första valomgången i det franska presidentvalet 23 april 2017. 7 maj 2017 blev han vald till parlamentariker för det 4:e valdistriktet i Bouches-du-Rhône.
I presidentvalet i Frankrike 2022 ställde han återigen upp för France insoumise. Han hamnade på en tredje plats, tätt efter tvåan Marine Le Pen. Inför parlamentsvalet i Frankrike samma år tog han initiativ till NUPES, en koalition med vänsterpartier vars mål var att få en majoritet i Frankrikes nationalförsamling, så att Mélenchon skulle kunna bli Frankrikes premiärminister. Det skulle leda till cohabitation, där presidenten och premiärministern hämtas från olika partier. 

## Biografi

### Ursprung och utbildning
Jean-Luc Mélenchon föddes 1951 i Tanger i Marocko. Hans far Georges Mélenchon var postmästare på PTT (Postes, télégraphes et téléphones) och hans mor Jeanine Bayona var lärare. Föräldrarna är franska medborgare födda i Algeriet. Hans mor- och farföräldrar har ursprung i Spanien, Italien och Sicilien. Jean-Luc Mélenchon bodde i Marocko fram till år 1962 då familjen flyttade till Frankrike.
Under sina studier engagerade han sig i ett fackförbund för gymnasie- och universitetsstudenter och i rörelser i den yttre vänsterkanten. Han tog studenten (”baccalauréat”) 1969 och studerade sedan vid humanistiska fakulteten på universitetet i Besançon.
Han har en kandidatexamen i filosofi och har bland annat arbetat som korrekturläsare, gymnasielärare i franska och samhällskunskap, samt som journalist för flera lokala tidningar och publikationer utgivna av Parti Socialiste (PS).

### Politisk karriär
Han gick med i Parti Socialiste (PS) 1976 och anslöt sig då till den vänstra falangen av partiet. Mellan 1983 och 2004 jobbade han som lokalpolitiker i Massy och i departementet Essonne. Han var senator i Essonne mellan 1986 och 2000 och sedan 2004–2010. Mellan 2000 och 2002 var han yrkesutbildningsminister i Lionel Jospins regering.
År 2005 röstade Mélenchon ”nej” i den franska folkomröstningen om en europeisk konstitution vilket gick emot hans eget parti.
Efter förlusten för hans politiska linje (vänsterfalangen) i medlemsomröstningen i Reims år 2008 lämnade han PS. I februari 2009 grundade Mélenchon Parti de Gauche (PG), med inspiration från bland annat tyska vänsterpartiet "Die Linke”. Ekosocialism, en ideologi som förenar socialism och ekologism, är den centrala teoretiska grundstenen för Parti de Gauche.
Mélenchon blev år 2009 (och ännu en gång 2014) vald som representant i Europaparlamentet under Vänsterfronten ("Front de Gauche"), en koalition av PG tillsammans med PCF och enade vänstern (GU).
Mélenchon var kandidat för Vänsterfronten i presidentvalet 2012, med ett ekosocialistiskt program kallat ”l’Humain d’abord” (Människan först). Han fick 11,1% av rösterna i första valomgången och kom på fjärde plats. Han bad sina väljare att rösta mot Nicolas Sarkozy i den andra omgången.

#### President- och parlamentsvalen 2017
Den 10 februari 2016 frågade Jean-Luc Mélenchon medborgarna om de var villiga att stödja honom som presidentkandidat inför presidentvalet 2017 men då som partipolitiskt obunden. Samtidigt lanserade han rörelsen France insoumise (FI), vars huvudsakliga verktyg för samordning är en internetplattform. Plattformen tillät medborgarna att tillsammans bygga ett nytt program som utgick från valprogrammet ”l’humain d’abord” från 2012.
I december 2016 publicerade France insoumise sitt valprogram ”L’Avenir En Commun” (Den gemensamma framtiden). Centrala teman i valprogrammet var förslag som en ny konstitution och därmed en övergång till en 6:e republik, omfördelning av förmögenhet, utvidgning av den franska välfärden, arbetares rättigheter, progressiv miljöplanering och att omförhandla de europeiska fördragen.
Under presidentvalskampanjen 2017 har Jean-Luc Mélenchon valt en "digital strategi". Strategin syftar till att använda sociala medier (Twitter, Youtube, Facebook etc.) för att kunna uttrycka sig även utanför ramen för mainstream media. I december 2016 blev han den mest följda franska politikern på Youtube. I slutet av mars 2017 hade hans Youtube-kanal  mer än 250 000 prenumeranter.
Mélenchon fick 19,6% av rösterna i den första valomgången i det franska presidentvalet 23 april 2017. Han slutade på 4:e plats efter Emmanuel Macron (En Marche - 24%), Marine Le Pen (Front National - 21,3%) och François Fillon (Les Républicains - 20%). Han slog dock Benoît Hamon (Parti Socialiste - 6,4%).
I sitt tal den 23 april 2017 avstår Mélenchon från att uppmuntra sina väljare att stödja en av de två kandidaterna som gick vidare till andra valomgången, Emmanuel Macron och Marine Le Pen. Han bad sina väljare att vara med i en omröstning på hans internetplattform för att förtydliga vad rörelsen France insoumise gemensamt tyckte. Alternativen som var möjliga att välja mellan i omröstningen var: avstå från att rösta, rösta blankt eller rösta på Emmanuel Macron. Mélenchon var tydlig med att säga ”inte en enda röst för Front National.”
Mélenchon var kandidat i Marseille i parlamentsvalet i juni 2017. Han får 34,3% av rösterna i första valomgången mot Corrine Versini (La République En Marche! – 22,7%) och Patrick Menucci (Parti Socialiste – 12,4%), som under den förra mandatperioden representerade Marseille i parlamentet. Mélenchon vann i andra valomgången med 60% av rösterna och blev därmed vald till parlamentariker för det 4:e valdistriktet i Bouches-du-Rhône.
Eftersom France insoumise fick mer än 15 parlamentariker kunde rörelsen bygga en egen parlamentsgrupp i nationalförsamlingen. Mélenchon blev vald till gruppledare för denna parlamentsgrupp.